# Station Szymankowo
Station Szymankowo is een spoorwegstation in de Poolse plaats Szymankowo.